# 遠藤誠 (俳優)
遠藤 誠（えんどう まこと、1984年7月1日 - ）は、日本の俳優、スーツアクター。元ジャパンアクションエンタープライズ所属。梅棒のメンバー。血液型はA型。千葉県八街市出身。日本大学芸術学部卒業。

## 出演

### テレビドラマ
- ラストメール（2008年10月16日 - 12月19日、BS朝日） - 組員 役
- あんみつ姫2（2009年1月11日、フジテレビ） - 武闘家 役
- ゴーストフレンズ（2009年4月2日 - 6月11日、NHK） - 野球部員 役
- サラリーマン金太郎2 第7話（2010年1月8日 - 3月12日、テレビ朝日） - チンピラ 役
- 笑う犬2010〜新たなる旅〜（2010年10月5日、フジテレビ） - 少年 役
- 塚原卜伝 第1話（2011年、NHK） - 旗持ち 役
- 戦国男子 第10話（2011年、U局） - 小山の仲間 役
- ダーティ・ママ! 第8話（2012年3月7日、日本テレビ） - 手下 役
- ダブルフェイス 潜入捜査編（2012年10月15日、TBS / WOWOW） - チンピラ 役
- 三匹のおっさん（2014年、テレビ東京） - ヤンキー 役

### 特撮テレビドラマ
- 仮面ライダーシリーズ（テレビ朝日）
  - 仮面ライダーディケイド（2009年）
  - 仮面ライダーW（2009年 - 2010年）
  - 仮面ライダーオーズ/OOO（2010年 - 2011年）
  - 仮面ライダー鎧武（2013年 - 2014年）
- スーパー戦隊シリーズ（テレビ朝日）
  - 炎神戦隊ゴーオンジャー（2008年 - 2009年）
  - 侍戦隊シンケンジャー（2009年 - 2010年）
  - 天装戦隊ゴセイジャー（2010年 - 2011年）
  - 海賊戦隊ゴーカイジャー（2011年 - 2012年）

### 映画
- 20世紀少年
  - 第1章 終わりの始まり（2008年） - 市民 役
  - 第2章 最後の希望（2009年）
  - 最終章 ぼくらの旗（2009年）
- ドロップ（2009年） - 鬼兵隊 役
- TAJOMARU（2009年） - 直光家臣 役
- ブルーバレンタイン3D〜リベンジガール〜（2011年） - 臼井の手下 / SP 役
- エイトレンジャー∞（2012年） - チンピラ 役
- サンブンノイチ（2014年） - 酔ったお客 役
- エイトレンジャー2（2014年）
- イン・ザ・ヒーロー（2014年） - 忍者 役
- 仮面ライダーシリーズ
  - 劇場版 さらば仮面ライダー電王 ファイナル・カウントダウン（2008年）
  - 劇場版 仮面ライダーディケイド オールライダー対大ショッカー（2009年）
  - 仮面ライダー×仮面ライダー W&ディケイド MOVIE大戦2010（2009年）
  - 仮面ライダー×仮面ライダー×仮面ライダー THE MOVIE 超・電王トリロジー（2010年）
    - EPISODE RED ゼロのスタートウィンクル
    - EPISODE YELLOW お宝DEエンド・パイレーツ

  - 仮面ライダーW FOREVER AtoZ/運命のガイアメモリ（2010年）
  - 仮面ライダー×仮面ライダー オーズ&ダブル feat.スカル MOVIE大戦CORE（2010年）
  - オーズ・電王・オールライダー レッツゴー仮面ライダー（2011年） - 怪人、人々、ショッカー戦闘員 役
  - 劇場版 仮面ライダーオーズ WONDERFUL 将軍と21のコアメダル（2011年）
- スーパー戦隊シリーズ
  - 劇場版 炎神戦隊ゴーオンジャーVSゲキレンジャー（2009年）
  - 侍戦隊シンケンジャー 銀幕版 天下分け目の戦（2009年）
  - 侍戦隊シンケンジャーVSゴーオンジャー 銀幕BANG!!（2010年）
  - 天装戦隊ゴセイジャー エピックON THEムービー（2010年）
  - 天装戦隊ゴセイジャーVSシンケンジャー エピックon銀幕（2011年）
  - ゴーカイジャー ゴセイジャー スーパー戦隊199ヒーロー大決戦（2011年）
  - 海賊戦隊ゴーカイジャー THE MOVIE 空飛ぶ幽霊船（2011年）

### Vシネマ
- 帰ってきた侍戦隊シンケンジャー 特別幕（2010年）

### 舞台
- ちょっとノゾいてみてごらん2008（2008年10月11日 - 19日）
- Endless SHOCK 2009（2009年2月5日 - 3月30日）
- ミュージカル「忍たま乱太郎」
  - （2010年1月13日 - 24日、第一弾・初演） - ドクタケ忍者 役
  - （2010年6月30日 - 7月7日、第一弾・再演） - ドクタケ忍者 役
  - （2011年1月13日 - 23日、第二弾） - ドクタケ忍者壱 / 金ピカ忍者 役
  - （2011年7月1日 - 10日、第二弾・再演） - ドクタケ忍者壱 / 金ピカ忍者 役
  - （2014年6月20日 - 7月6日、第五弾・再演） - ドクタケ忍者 役
- 舞台「戦国BASARA」
  - 戦国BASARA 〜蒼紅共闘〜（2010年4月9日 - 18日） - アンサンブル
  - 戦国BASARA3（2011年10月14日 - 30日） - アンサンブル
  - 戦国BASARA2（2012年5月11日 - 6月3日） - アンサンブル
  - 戦国BASARA3 宴弐 -凶王誕生×深淵の宴-（2013年11月1日 - 24日） - 三好三人衆・次男
  - 戦国BASARA3 〜咎狂わし絆〜（2014年4月25日 - 5月18日） - 三好三人衆・次男
- PEACE MAKER 〜新撰組参上〜（2011年6月3日 - 12日） - アンサンブル
- GOEMON痛快伝（2011年8月31日 - 9月4日） - 犬猿 役
- GOEMON 大阪参上編（2012年） - 犬猿 役
- 一騎当千（2012年） - 顔良 役 / アンサンブル
- 真田十勇士〜カッコよくなきゃ死ぬだけさ〜（2012年） - アンサンブル
- 人狼TLPT （2014年3月4日 - 5日） - 村公演　/ 遊び人ヴィンセント 役
- 魔界王子 devils and realist（2016年6月1日 - 5日） - バアルベリト 役
- TOKYO TRIBE（2017年9月30日 - 10月22日） - スカンク 役
- 魔界王子 devils and realist　the Second spirit（2017年11月4日 - 12日） - バアルベリト 役

### ヒーローショー
- 天装戦隊ゴセイジャー
  - 「護星天使降臨!奇跡のラストターン」
- 海賊戦隊ゴーカイジャー
  - 「海賊戦隊ゴーカイジャー シアターGロッソに現る!!」

### PV
- 中島美嘉×加藤ミリヤ「Fighter」（2014年、Sony Music）

### WEBドラマ
- 三井不動産レジデンシャル製作WEBドラマ「タイムスリップ!堀部安兵衛」（2014年） - 吉良方 役